# Javier Portillo
Javier García Portillo (né le 30 mars 1982 à Aranjuez) est un footballeur espagnol qui évoluait au poste d'attaquant.

## Biographie
Ce jeune joueur, qui a été surnommé « le nouveau Fernando Morientes » est un attaquant qui détient en effet le record du nombre de buts inscrits en équipes de jeunes au Real Madrid.
Malgré ceci, il ne perce pas au Real et est prêté à la ACF Fiorentina en 2004 puis au FC Bruges pendant la saison 2005-2006.
À l'intersaison 2006, le jeune attaquant espagnol quitte la Maison Blanche pour rejoindre le Gimnàstic de Tarragone, club promu en Liga cette saison. Il y signe pour deux ans, mais malgré ses 11 buts marqués (ce qui fait de lui le meilleur buteur de club lors de cette saison), le Nastic est relégué.
Il est transféré en juin 2007 au CA Osasuna. 
Le 28 décembre 2015, il annonce sa retraite avec effet immédiat.

## Carrière
- 2000-2001 : Real Madrid C  Espagne
- 2001-2002 : Real Madrid B  Espagne
- 2002-2004 (déc) : Real Madrid  Espagne
- (déc) 2004-2005 : ACF Fiorentina  Italie
- 2005-2006 : FC Bruges  Belgique
- 2006-2007 : Gimnàstic de Tarragone  Espagne
- 2007-2009 (déc) : CA Osasuna  Espagne
- (déc) 2009-2011 : Hércules Alicante  Espagne
- 2011-2012 : UD Las Palmas  Espagne
- 2012-2014 : Hércules Alicante  Espagne[1]

## Palmarès
- Real Madrid
  - Vainqueur du Championnat d'Espagne : 2003
  - Vainqueur de la Supercoupe d'Espagne : 2003
  - Vainqueur de la Ligue des champions de l'UEFA : 2002
  - Vainqueur de la Supercoupe de l'UEFA : 2002
  - Vainqueur de la Coupe intercontinentale : 2002
- FC Bruges
  - Vainqueur de la Supercoupe de Belgique : 2005